# Сорокин, Василий Петрович
Васи́лий Петро́вич Соро́кин (10 мая 1914, Никольское-2, Курская губерния — 9 февраля 2000 года) — участник Великой Отечественной войны, Герой Советского Союза.

## Биография
Родился в крестьянской семье, русский, закончил 6 классов. Работал на заводе в городе Константиновка Донецкой области.
В марте 1943 года призван в ряды Красной Армии, в том же году оказался на фронте. Служил сапёром 196-го отдельного сапёрного батальона (81-я стрелковая дивизия).
4 октября 1943 года при форсировании Днепра в районе хутора Змеи (Репкинский район Черниговской области) под огнём противника совершил 12 рейсов через реку, в ходе которых переправил 77 солдат и боеприпасы, а также эвакуировал 23 раненых.
Указом Президиума Верховного Совета СССР «О присвоении звания Героя Советского Союза генералам, офицерскому, сержантскому и рядовому составу Красной Армии» от 15 января 1944 года за «образцовое выполнение боевых заданий командования по форсированию реки Днепр и проявленные при этом мужество и героизм» удостоен звания Героя Советского Союза с вручением ордена Ленина и медали «Золотая Звезда».
В 1945 году закончил Ленинградское военно-инженерное училище. В 1946 году вышел в запас в звании младшего лейтенанта. Член КПСС с 1946 года.
Жил в деревне Елизаветинка Всеволожского района Ленинградской области, работал слесарем.
Умер в 2000 году.

## Награды
- Герой Советского Союза (15 января 1944 года);
- орден Ленина (15 января 1944 года);
- орден Отечественной войны I степени;
- медали.